# Polystachya supfiana
Polystachya supfiana är en orkidéart som beskrevs av Rudolf Schlechter. Polystachya supfiana ingår i släktet Polystachya och familjen orkidéer. Inga underarter finns listade i Catalogue of Life.